# Heinkel HD 36
Хейнкель HD 36 (нем. Heinkel HD  36) — немецкий учебно-тренировочный самолёт.
В 1927 году HD 36 был куплен Шведскими ВВС одновременно с лицензией на производство этих самолетов в Швеции. С 1929 года по 1930 год было построено двадцать самолётов, получивших шведское обозначение Sk.6. Все они были переданы в летную школу F 5. Позже на HD 36 был поставлен английский двигатель Armstrong Siddeley Puma мощностью 240 л. с. После ремоторизации самолеты получили обозначение Sk.6A.

## Лётно-технические характеристики
| Модификация                 | HD 36                |
| Размах крыла, м             | 11,00                |
| Длина, м                    | 7,50                 |
| Высота, м                   |                      |
| Площадь крыла, м2           | 30,75                |
| Масса, кг                   |                      |
| пустого самолета            | 940                  |
| нормальная взлетная         | 1250                 |
| Тип двигателя               | 1 ПД Mercedes D.IIIa |
| Мощность, л. с.             | 1 х 180              |
| Максимальная скорость, км/ч | 130                  |
| Крейсерская скорость, км/ч  | 115                  |
| Скороподъемность, м/мин     | 270                  |
| Практический потолок, м     | 5000                 |
| Экипаж, чел                 | 2                    |